# Rödhättad stjärtmes
Rödhättad stjärtmes (Aegithalos concinnus) är en mycket liten asiatisk tätting inom familjen stjärtmesar.

## Kännetecken

### Utseende
Rödhättad stjärtmes är en mycket liten (10,5 cm) tätting med medellång stjärt, vit haka och halssida, svart strupe och svart "banditmask" kring ett vitt öga. Den har även ett rostfärgat till kastanjebrunt bröstband och likadant färgade flanker. I övrigt är ovansidan grå, undersidan vitaktig.
De olika populationerna skiljer sig något åt i utseende, framför allt hjässans färg. Normalt sett har arten rostfärgad hjässa, underarterna pulchellus och annamensis dock grå. Den senare underarten har även grått bröstband. Västliga fåglar i Himalaya (iredalei) har ett vitt streck ovan och bakom ögat, genomgående blekt rostbeige undersida utan bröstband eller vit buk samt blekare grå ovansida.

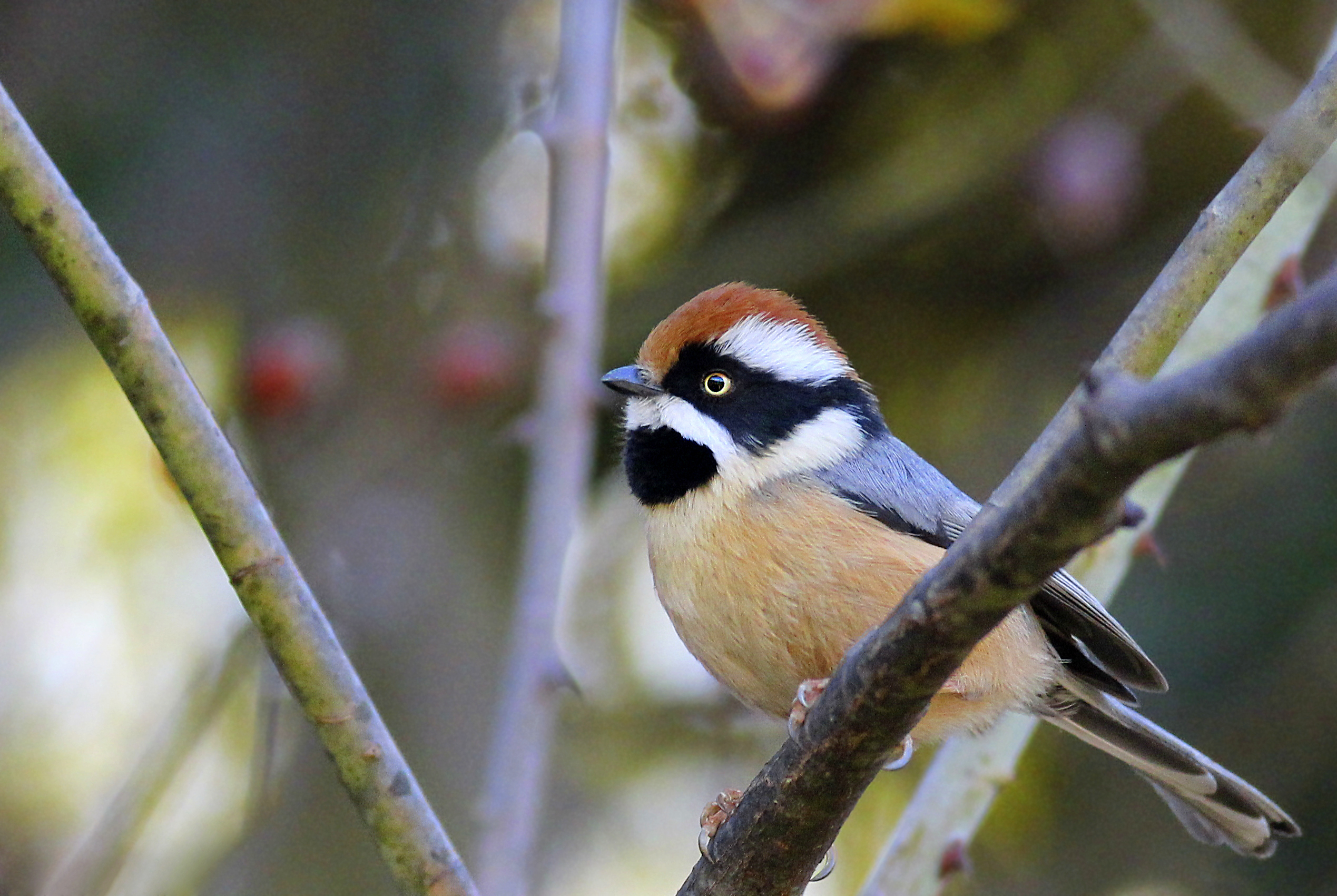
Rödhättad stjärtmes av underarten iredalei, med det för underarten karakteristiska vita strecket bakom ögat och den enhetligt rostbeige undersidan.

### Läten
Rödhättad stjärtmes sjunger ett upprepat, kvittrande "tir-ir-ir-ir-ir". Bland lätena hörs tunna "psip psip" och mycket ljusa "si-si-si-si". Upprörd avger den ett mer fylligt "sup" som övergår i ett kort, skallrande "chur trrrt trrrt".

## Utbredning och systematik
Arten har sitt utbredningsområde från Indien till Kina och Taiwan. Den delas vanligtvis upp i sex underarter med följande utbredning:
- concinnus-gruppen
  - Aegithalos concinnus manipurensis – nordöstra Indien (sydöstra Arunachal Pradesh) till västra Myanmar (Chin Hills)
  - Aegithalos concinnus concinnus – centrala och östra Kina samt Taiwan
  - Aegithalos concinnus talifuensis – nordöstra Myanmar till sydvästra Kina, nordvästra Vietnam och norra Laos
  - Aegithalos concinnus pulchellus – östra Myanmar (södra Shan States och Kayah) till sydvästligaste Thailand
- iredalei-gruppen
  - Aegithalos concinnus iredalei – västra Himalaya
  - Aegithalos concinnus rubricapillus – centrala och östra Himalaya
- Aegithalos concinnus annamensis – södra Laos (Bolavenplatån) och centrala Vietnam

Sedan 2016 urskiljer Birdlife International och naturvårdsunionen IUCN underartsgrupperna som de egna arterna "rödhuvad stjärtmes" och "gråkronad stjärtmes", på basis av avvikande utseende och läten.

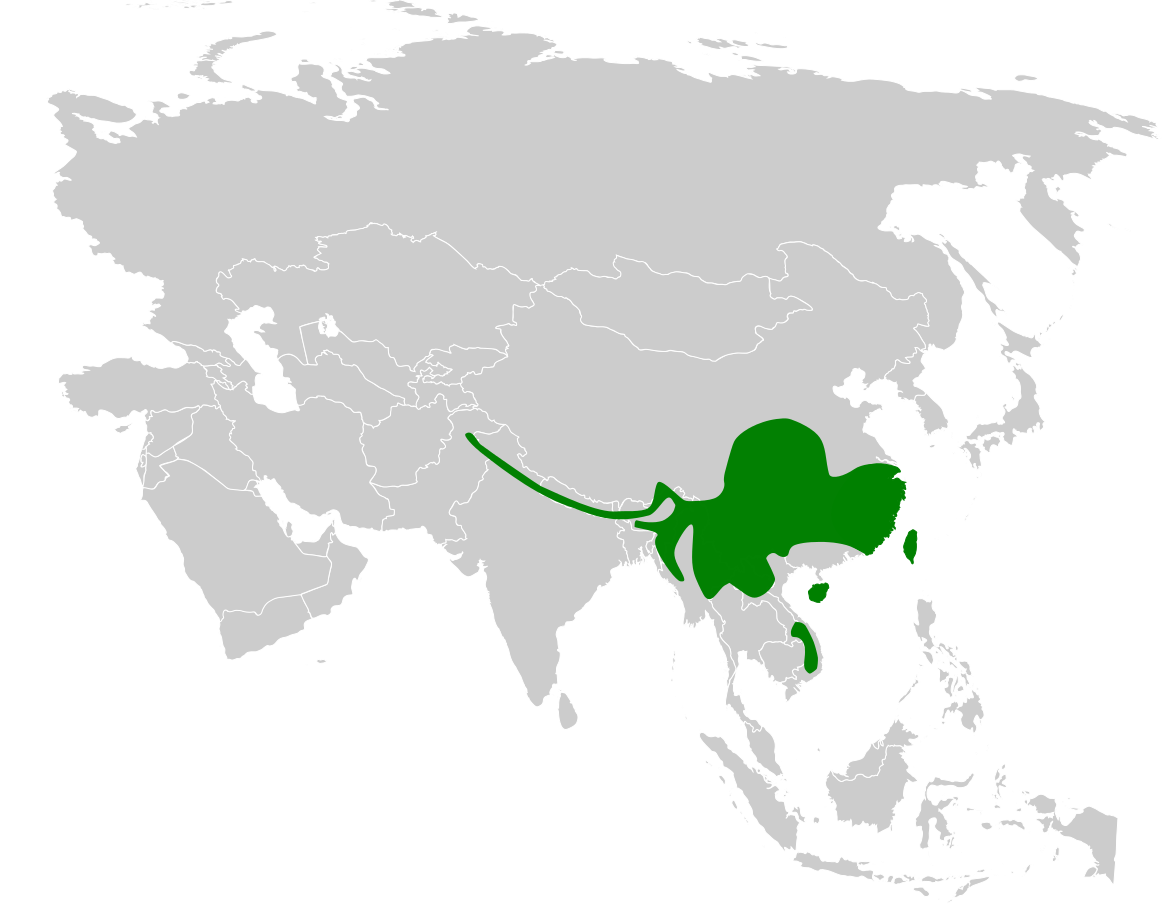
Artens utbredningsområde.

## Levnadssätt
Rödhättad stjärtmes lever av små insekter och spindlar och återfinns i både lövskog och barrskog på en höjd av 1000 till 3200 meter. Den är en stannfågel men vissa populationer genomför vissa höjdförflyttningar om vintern. Den bygger ett hängande bo av mossa och lav.

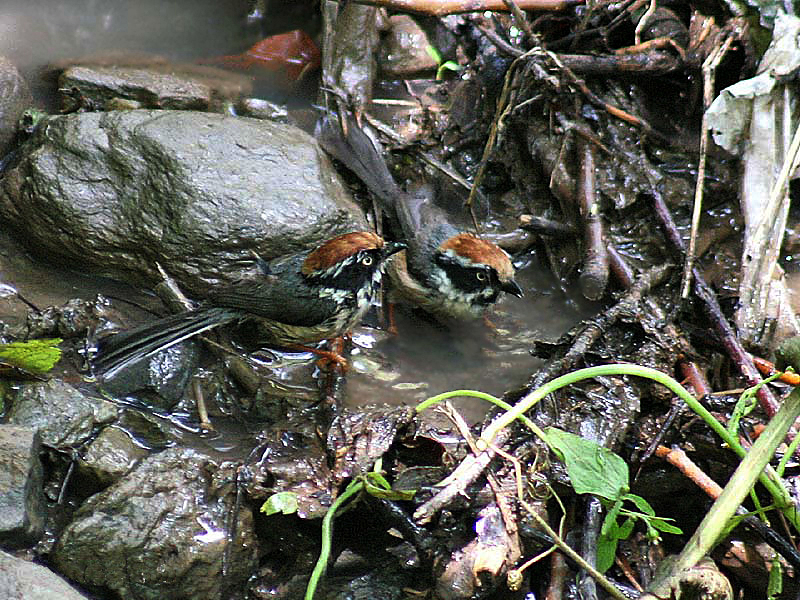
Badande rödhättade stjärtmesar fotograferade i Kullu i Manalidistriktet i Himachal Pradesh, Indien.

## Status
Internationella naturvårdsunionen IUCN bedömer hotstatus för underartsgrupperna (eller arterna) var för sig, alla som livskraftiga.